# NGC 4415
NGC 4415 (również PGC 40727 lub UGC 7540) – karłowata galaktyka eliptyczna znajdująca się w gwiazdozbiorze Panny. Odkrył ją William Herschel 28 grudnia 1785 roku. Należy do Gromady w Pannie. Znajduje się w odległości około 48 milionów lat świetlnych od Ziemi.